# Pterobryopsis itahiae
Pterobryopsis itahiae là một loài rêu trong họ Pterobryaceae. Loài này được M. Fleisch. mô tả khoa học đầu tiên năm 1905.